# Mezhdunaródnaya Kniga
Mezhdunaródnaya Kniga (en russe : Международная Книга), littéralement Établissement International de Livres, est une société russe consacrée à la distribution et exportation mondiale de livres, active entre 1923 et 2013. Elle est l'organisation de commerce internationale la plus ancienne de Russie qui a réussi à survivre malgré le démantèlement de l'URSS.
À l'époque soviétique, associé à des centaines d'éditeurs, MK entreprend d'exporter des quantités énormes de la littérature ainsi que d'autres matériaux d'information intellectuelle et culturelle. Après de la chute de l'URSS, MK se convertit rapidement comme unique exportateur de livres, revues et journaux de Russie et comme importateur de publications étrangères.

## Histoire

### Création
L'histoire de la création d'MK est intimement liée à l'URSS. Le 14 juin 1921, Lénine signe l'arrêté de loi intitulé « Loi sur l'acquisition et la distribution de littérature étrangère », et dès cette époque à Berlin, avait été établie une entreprise conjointe russe et allemande, appelée Kniga (Livre), dont l'objectif était l'exportation et importation de livres et autres matériels imprimés. Kniga appartenant totalement à l'URSS, B.S. Stomonyakov, président à la tête du comité directeur, a été aussi le représentant du commerce entre l'Allemagne et l'URSS par le Comité national du commerce extérieur de l'URSS, qui maniait et dirigeait tous les sujets d'affaires avec Kniga.
En 1923, s'ouvrent ses bureaux à Moscou, avec le nom de Mezhdunaródnaya Kniga et le 11 avril 1923, le Conseil de l'URSS, dans un arrêté spécial sur le travail et la défense, l'organise comme société anonyme avec le même nom. Toutes les parts de la corporation sont possédées exclusivement par le gouvernement de l'Union Soviétique, ce qui en fait un établissement d'État. Plus tard, en accord avec des arrêtés spéciaux publiés par le gouvernement, Mezhdunaródnaya Kniga, commence à comprendre dans ses catalogues de livres, archives, technologies audio et vidéo, pièces de machine, antiquités, pierres précieuses, timbres, pièces de collection et billets de banque.

### Période contemporaine
Mezhdunaródnaya Kniga se consacre à l'exportation et importation de livres, disques, revues, CD-ROM, enregistrements audio et vidéo, articles philatéliques, œuvres des beaux arts, arts appliquées et autres biens pour des fins culturelles. Sa contribution au développement du commerce et de la coopération culturelle entre les pays lui a procuré de prestigieux prix internationaux, y compris le Mercure d'or international, premier exportateur et le prix de la Meilleure marque commerciale.
Dans les années 2000, Mezhdunarodnaya Kniga, se compose de plusieurs divisions spécialisées dans la distribution commerciale. Parmi ceux-ci on trouve : MK-livre, MK-Périodique, MK-Music, MK-Valeurs et MK-Inform. MK est responsable de la publication conjointe de livres et de magazines, participe à des expositions en Russie et à l'étranger, le droit d'auteur sur les livres et produits musicaux, le stockage et le transport  à l'étranger des marchandises dans le proche et lointain, services d'information, e-commerce, le développement de sites Internet.
En avril 2003 Mezhdunaródnaya Kniga célèbre son 80e anniversaire comme chef de file dans la promotion internationale d'art russe et la culture. Mezhdunaródnaya Kniga est décoré de l'Ordre de l'amitié internationale, attribué en raison sa contribution inestimable. Elle reçoit également des distinctions honorifiques, dont le prix leader Gold Award Mercury pour la meilleure exportation et marque pour sa promotion de la coopération économique dans le monde entier.
En janvier 2012, Mezhdunarodnaya Kniga se déclare en faillite et le 4 mars 2013, l'entreprise est liquidée.

## Activités
En 1925, P. P Shibanov avec S. A Lvov et P. N Matynovym, participent à la recherche et sélection des publications académiques anciennes pour l'Exposé commémoratif des 200 ans de l'Académie des Sciences. L'exposé a été organisé par Mezhdunaródnaya Kniga à Moscou, avec l'aide de l'Académie des sciences de l'URSS. La même année, elle produit un catalogue commémoratif spécial de livres anciens à la vente. Dans ce catalogue, il y avait de la littérature pour l'Académie des Sciences d'URSS et figuraient aussi les livres de caractère académique, imprimés entre 1720 et 1925. En 1927 est publiée la brochure « Desiderata bibliophile russe : livres très rares aux nouveaux prix ». Le tirage est effectué à 200 exemplaires numérotés. Les prix ont été établis par le bibliophile Shibanov, pour la vente de livres anciens de Mezhdunaródnaya Kniga, où il travaillait à ce moment.
Au début de 1930, l'ancienne société anonyme Mezhdunaródnaya Kniga est transformée en une association pour toute l'Union Soviétique, avec de nombreux employés de l'État et une bonne organisation de travail. Puis célèbre le début de ses opérations de commerce, non seulement à l'étranger, mais aussi en beaucoup de villes et républiques de l'Union. En 1931, à Sébastopol, sont organisés des cours d'apprentissage de langues étrangères pour le personnel des commandos de la flotte de la mer Noire. Pour assurer la formation, il était nécessaire d'accéder à de la littérature étrangère spécialisée. La bibliothèque de Sébastopol a conclu un contrat avec Mezhdunaródnaya Kniga dans lequel, en échange de quelques livres anciens, elle achetait un abonnement pour quelques centaines de roubles pour les magazines et les livres étrangers.
En 1936, le bureau de Mezhdunaródnaya Kniga dont le siège est à Moscou, depuis 1924, a publié 78 catalogues, alors que le bureau de Leningrad, dépasse déjà les 100. Ils sont considérés comme une source d'information intéressante pour les spécialistes et les collectionneurs.

## Curiosités
Le bâtiment de sa branche à Moscou, qui a été donné à la société à l'époque soviétique, près du pont Kuznetsk, est utilisé la première fois en 1860 ; dans cette période, il y avait plusieurs petites librairies situées à l'intérieur. Plus tard, en 1890, il devient le site d'une librairie célèbre, connue sous le nom Société MO Wolf.